# Jô
João Alves de Assis Silva, ismertebb nevén Jô (São Paulo, Brazília, 1987. március 20. –) brazil válogatott labdarúgó, aki jelenleg a japán Nagoja Grampus csapatában játszik.

## Pályafutása

### Corinthians
Jô a Corinthians ifiakadémiáján kezdett futballozni, 2003-ban kapott profi szerződést a csapattól. 54 bajnoki mérkőzésen lépett pályára a felnőttek között és 23 gólt szerzett. 2005-ben az orosz CSZKA Moszkvához igazolt.

### CSZKA Moszkva
Remekül sikerült a bemutatkozása új csapatában, első 18 meccsén 14 gólt szerzett. A Bajnokok Ligájában is lehetőséghez jutott, az Internazionale ellen két gólt is lőtt. Minden sorozatot egybevéve több mint 70 alkalommal lépett pályára a moszkvaiaknál. A BL-ben ötször játszhatott.

### Manchester City
Jô 2008. július 3-án a Manchester Cityhez igazolt. Az átigazolási összeget nem hozták nyilvánosságra, de egyes források szerint körülbelül 18 millió fontot fizettek érte. Első kilenc bajnokiján mindössze egy gólt szerzett. Alig jutott lehetőséghez a kék mezeseknél, így 2009 februárjában kölcsönadták az Evertonnak.
Egy Bolton Wanderers elleni meccsen debütált a liverpooliaknál és két gólt is szerzett, ezzel 3-0-s győzelemhez segítve a csapatot. 12 mérkőzésen öt gólt szerzett. Az FA Kupában nem léphetett pályára, mivel korábban, a City színeiben már játszott a sorozatban, így a döntőt is ki kellett hagynia. Az idény végén visszatért a manchesteriekhez, az Everton azonban ismét kölcsönvette, ezúttal a teljes 2009/10-es szezonra.

### A válogatottban
Jôt először 2007 májusában hívták be a brazil válogatottba, egy Anglia elleni barátságos meccsre, de nem kapott játéklehetőséget. 2007 júniusában, Törökország ellen debütált, 20 évesen.

### Fordítás
Ez a szócikk részben vagy egészben  a   Jô című angol Wikipédia-szócikk fordításán alapul.  Az eredeti cikk szerkesztőit annak laptörténete sorolja fel. Ez a jelzés csupán a megfogalmazás eredetét és a szerzői jogokat jelzi, nem szolgál a cikkben szereplő információk forrásmegjelöléseként.